# Carentino
Carentino é uma comuna italiana da região do Piemonte, província de Alexandria, com cerca de 313 habitantes. Estende-se por uma área de 9 km², tendo uma densidade populacional de 35 hab/km². Faz fronteira com Bergamasco, Borgoratto Alessandrino, Bruno (AT), Frascaro, Gamalero, Mombaruzzo (AT), Oviglio.

## Demografia
| Variação demográfica do município entre 1861 e 2011                               |
|                                                                                   |
| Fonte: Istituto Nazionale di Statistica (ISTAT) - Elaboração gráfica da Wikipedia |